# Kokkola (stacja kolejowa)

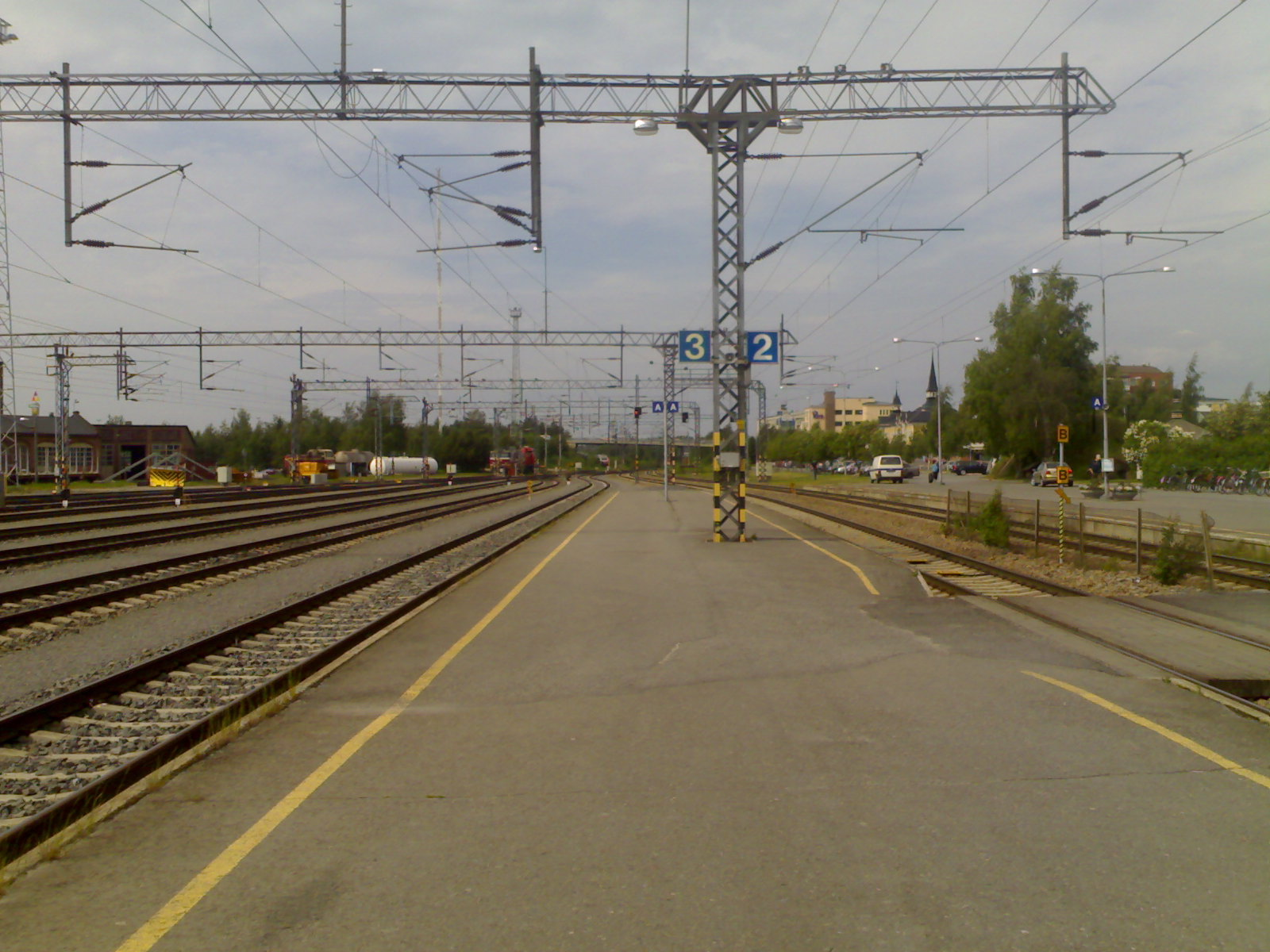
Widok na perony

Kokkola (fiń. Kokkolan rautatieasema, szw. Karleby järnvägsstation) – stacja kolejowa w Kokkola, w prowincji Finlandia Zachodnia, w Finlandii. Stacja została otwarta w 1885, a w 1886 została oddana linia kolejowa do Oulu. Dworzec znajduje się 133,4 km od Seinäjoki.